# Ли Чжаожун
Ли Чжаожу́н (кит. трад. 黎兆榮, пиньинь Lí Zhàoróng; 1917, Британский Гонконг — 26 июля 1988, Куньтхон, Гонконг) — китайский футболист. Он был членом сборной Китая и Китайской Республики. Он был главным тренером сборной Гонконга по футболу.

## Биография
За свою карьеру он играл в «Китчи», «Истерн», «Синь Тао» и «Саут Чайна».
Со сборной Китая он участвовал в Олимпийских играх 1948 года, его команда вылетела после первого матча, проиграв со счётом 4:0 Турции.
Он стал вторым тренером в истории сборной Гонконга, сменив на посту Тома Снеддона. Ли Чжаожун тренировал Гонконг десять лет с 1957 по 1967 год. Он руководил сборной на Азиатских играх 1958 года, Гонконг выиграл свою группу, но в четвертьфинале со счётом 5:2 уступил Индии. Под его руководством сборная сыграла 43 матча, по этому показателю Ли Чжаожун занимает третье место среди всех наставников в истории сборной. Лишь в 1964 году обязанности тренера исполнял Вей Чун Ва, так как Ли Чжаожун не смог отпроситься с работы, чтобы тренировать сборную на Кубке Азии и турне по Европе и Сингапуру.